# Hoguera de odios
Hoguera de odios (título original: Arrowhead) es un western de 1953 dirigido por Charles Marquis Warren y protagonizada por Charlton Heston y Jack Palance en los papeles principales. 
La producción cinematográfica está basada en la novela homónima de W. R. Burnett, que fue publicada con posterioridad a la realización de la película. También cabe destacar, que Ed Bannon, el protagonista de la película está basada en parte en el jefe de exploradores Al Sieber, que realmente existió.

## Argumento
Ed Bannon es el jefe de los exploradores del puesto de caballería de Fort Clark en Texas. Conoce muy bien a los apaches, porque ha vivido con ellos durante su niñez. Sin embargo los dejó cuando fue mayor, porque el hijo del jefe de la tribu, Toriano, que no tiene escrúpulos, lo odia por tenerlos y haber actuado contra él por ello una vez. Ese odio le llevó a que le persiguiese y, aunque dejó la tribu, Toriano continuó persiguiéndole hasta el punto de incluso quemar un rancho que obtuvo después. Por ello se volvió explorador al servicio del ejército de los Estados Unidos para protegerse de él. 
Un día el ejército en el lugar está a punto de firmar un tratado de paz con los apaches para confinarlos después en una reserva de Florida. Bannon, que los conoce muy bien, no se fía de su palabra, pero lo ignoran ya que lo ven como instigador de conflicto contra los apaches a causa de su actitud. Cuando Toriano, el hijo del jefe apache, regresa después de terminar sus estudios en el Este al mismo tiempo, las sospechas de Bannon se acrecientan. Adicionalmente los apaches a su llegada empiezan a hacer una danza que le resulta extraña.
Pronto ve sus sospechas confirmadas. Los apaches atacan bajo el mando de Toriano y empiezan a atacar la zona y al ejército poniéndolo en aprietos y en desventaja. En esa situación Bannon lo ayuda y entonces la tropa, en arrepentimiento, le dan el comando hasta que la crisis se resuelva. Con sus conocimientos sobre los apaches Bannon consigue ponerles en aprietos hasta que se dan cuenta de su presencia, revirtiendo así la situación. Durante la noche, antes del enfrentamiento final, los apaches, todavía en ventaja, repiten la danza extraña y Bannon, que puede escucharla otra vez, empieza entonces a acordarse de ella. Es una danza que cuenta la profecía de un apache invencible, que vendrá del Este y que liberará a los apaches de los blancos. Empieza a comprender, que Toriano se fue al Este para ser ese apache en los ojos de su tribu para luego manipularlos y así organizar la actual guerra contra los estadounidenses.
Por ello Bannon decide acabar con esa creencia y así vencerlos. Para ello él puede acercarse a Toriano sin que nadie se de cuenta y obligarle a poner la sangre de su cuerpo con la suya para luego obligarle a ser, según la creencia apache, en hermano de sangre. Después de ello él vuelve a la tropa. Ese acontecimiento obliga luego a Toriano a enfrentarse a Bannon al día siguiente en un duelo a muerte para poder liberarse de ese lazo, algo a lo que accede Bannon para así poder acabar con él y con la guerra. En ese duelo, a la luz del día, Bannon consigue a muy duras penas matarlo. 
Después de ello él coge el cuerpo de Toriano y lo enseña a los apaches de su tribu para que se den cuenta, que Toriano no era ese apache y que les guio mal. Cuando admiten ese hecho, Bannon entonces les ofrece la paz bajo los términos del tratado de paz, que habían hecho al principio antes de los acontecimientos, y bajo la condición de que se vayan con el ejército hacia Florida de inmediato. La tribu acepta y entonces todos se van juntos hacia allí.

## Reparto
- Charlton Heston - Ed Bannon
- Jack Palance - Toriano
- Katy Jurado - Nita
- Brian Keith - Capitán Bill North
- Mary Sinclair - Lee
- Milburn Stone - Sandy MacKinnon
- Richard Shannon - Teniente Kirk
- Lewis Martin - Coronel Weybright
- Frank DeKova - Jefe Chattez
- Robert J. Wilke - Sargento Snow
- Peter Coe - Spanish

## Producción
Originalmente Pat Dugan iba a producir la película y Sy Bartlett iba a escribir el guion, pero al final fueron Nat Holt y Charles Marquis Warren respectivamente. Una vez preparado todo, se rodó la película entre el 11 de noviembre y el 5 de diciembre de 1952 y se filmó además íntegramente en Fort Clark en Bracketville, Texas.